# 25 to Life
25 to Life là một game thuộc thể loại bắn súng góc nhìn người thứ ba dành cho Windows, PlayStation 2 và Xbox phát hành vào năm 2006. Game do hãng Avalanche Software phát triển và Eidos Interactive phát hành.
Lấy bối cảnh trong một môi trường hiện đại, game cho phép người chơi vào vai một viên cảnh sát và một tên gangster, tại thời điểm khác nhau theo lối chơi kiểu "cảnh sát và cướp". Trò chơi có thể chơi trực tuyến lên tới 16 người chơi sử dụng bộ chuyển đổi mạng cho PS2 và thông qua Xbox Live cho Xbox của Microsoft, cũng như phần chơi trực tuyến trên phiên bản PC. Ngoài ra game còn có một loạt bài hát hip hop phát lên trong cảnh nền. Tên gọi của trò chơi xuất phát từ một "án chung thân không xác định" điển hình thường được đưa ra tại Mỹ khi bị cáo bị kết tội vì một trọng tội bạo lực. Xem bài viết về tạm tha để biết thêm thông tin.

## Cốt truyện
Trò chơi kể về một người đàn ông da đen tên Freeze, người bạn của anh Shaun Calderon và một nhân viên cảnh sát tên Sĩ quan Williams. Nhân vật chính là Freeze và câu chuyện chủ yếu tập trung về anh chàng da đen này, dù khả năng được cả ba nhân vật trong ít nhất một điểm trong suốt game. Freeze gây tội ác với Shaun để kiếm được tiền mà anh kịp thời dành cho gia đình. Một đêm nọ khi trở về nhà, vợ Freeze phải đối mặt với nhân vật chính về những hành động này. Nói rằng chúng để lại ảnh hưởng xấu đến con trai của họ và cô muốn anh dừng lại. Sau cuộc tranh luận, anh đồng ý. Ngày hôm sau, Freeze nói với Shaun rằng anh muốn ra khỏi cuộc chơi. Shaun bèn chĩa súng về phía Freeze, báo cho anh biết rằng anh sẽ phải làm một "công việc" cuối cùng — một vụ buôn bán ma túy.
Theo như thỏa thuận, Freeze tìm thấy các thành viên băng đảng Colombia đã chết, và viên cảnh sát Maria Mendoza đang đứng chờ. Freeze chạy trốn với cảnh sát trong đợt truy đuổi và để mất dấu chúng. Sau đó Freeze vô cướp một ngân hàng cho đến khi cảnh sát ập đến. Sau một cuộc đấu súng với cảnh sát, cuối cùng anh đến chỗ chiếc xe hơi đang nổ máy của mình thì bị bắt sau khi trúng một cú dùi cui của đám cảnh sát. Trong khi đó, Mendoza báo cho Sĩ quan Williams về một tên tội phạm mới là Shaun Calderon. Họ đang tìm kiếm Shaun trong ngôi nhà của ông (với một tân binh) chỉ được tìm thấy trong một cuộc đấu súng. Sĩ quan Williams sau đó tìm thấy bằng chứng và chui vào xe của Mendoza. Sĩ quan Williams đi đến một câu lạc bộ để tìm Shaun và đuổi theo ông đến tàu điện ngầm. Sĩ quan Williams sau đó liền bắt giữ Shaun nhưng Mendoza đã giết chết ông và nói với Shaun hãy trốn thoát tới Mexico.
Shaun đi đến Tijuana và mở màn chiến đấu tại một câu lạc bộ địa phương gọi là "The Curtains Club". Shaun sau đó cướp một sòng bạc, chiến đấu với đám vệ sĩ và lên chỗ một người đàn ông giàu có tên là mái nhà của Saragosa rồi đích thân giết chết hắn. Trong lúc ấy, Freeze phá song sắt buồng giam và lấy bộ quần áo mới tại trung tâm mua sắm trong khi bị cảnh sát truy đuổi. Freeze sau đó giết chết Mendoza trong trung tâm mua sắm và truy lùng Shaun rồi nói rằng: "Chúng ta từng là bạn bè thân thiết cho đến khi cậu bán đứng tôi. Giờ chẳng còn gì cả ngoài những đóa hoa và một đám tang cho cậu, chiến hữu", Freeze bước đến siết cổ Shaun cho đến khi anh bóp chết hắn. Cảnh cuối cùng hiện lên khi Freeze nói với Darnell, "Từ giờ chỉ còn cậu và tôi chống lại thế giới này. Đây là lúc thực hiện đấy." một đám đông cảnh sát đến nơi, Freeze nhặt lên một khẩu súng và chĩa về hướng cảnh sát.

## Soundtrack
| Ca khúc                            | Ca sĩ                                         |
| ---------------------------------- | --------------------------------------------- |
| "Black Cop"                        | KRS-One                                       |
| "Ghetto Star"                      | 2Pac có Nutso                                 |
| "Code of the Streets"              | Gang Starr                                    |
| "Yes Yes Y'all"                    | Geto Boys                                     |
| "Run"                              | Ghostface Killah có Jadakiss                  |
| "Black Steel In the Hour of Chaos" | Public Enemy                                  |
| "Enemies"                          | Xzibit                                        |
| "To the Finish"                    | Jackpot                                       |
| "Nolia Clap"                       | UTP                                           |
| "My Wife, My Bitch, My Girl"       | Tech N9ne                                     |
| "Circa de Mi Neighborhood"         | Tego Calderón                                 |
| "Bad Company"                      | Grafh                                         |
| "Prisonero"                        | Shade Sheist & N.U.N.E.                       |
| "Shot-gun"                         | Blaze Ya Dead Homie có Esham và Anybody Killa |

## Đón nhận
25 to Life nhận được đánh giá "không thuận lợi" trên tất cả các nền tảng theo trang web tổng hợp kết quả đánh giá game Metacritic.
Maurice Branscombe của tờ Hyper nhận xét rằng nhạc nền của trò chơi khá ổn chỉ có điều "nếu bạn thích rap". Tuy nhiên, ông cũng chỉ trích game kiểu như "thứ vớ vẩn hoàn toàn giả mạo".
USA Today chấm điểm cho tựa game này là 4/10 sao và tuyên bố rằng chất lượng mạnh duy nhất của trò chơi "là một chế độ chơi mạng tốt. Hầu hết các hành động đều mang tính đồng đội, cho phép bạn lựa chọn giữa cảnh sát hoặc côn đồ. Người chơi có thể chọn cướp một vị trí và trả số tiền đó về địa bàn của mình, đột kích hang ổ tội phạm hoặc tham gia vào một trận tử chiến trên hết. Mục tiêu của Freeze khi bắt đầu câu chuyện này là thoát ra khỏi "trò chơi". Năm phút lướt qua game bắn súng này sẽ có người chơi muốn giống nhau". The A.V. Club đã chấm cho game điểm D+ và gọi đó là "một bản sao dở dang từ cơn ác mộng đô thị của ai đó." Detroit Free Press đã chấm cho phiên bản PS2 1/4 sao và tuyên bố rằng tựa game này "thiếu mọi thứ có thể khiến nó trở nên mới mẻ, sáng tạo hoặc chỉ đơn giản là vui vẻ. Đồ họa thực sự xám xịt và kém chất lượng. Việc điều khiển có vẻ hơi lúng túng."